# Swinemünder Brücke
Die Swinemünder Brücke ist eine Stahlfachwerk-Straßenbrücke im Berliner Ortsteil Gesundbrunnen. Sie wurde von 1902 bis 1905 nach Plänen des Architekten Bruno Möhring und des Ingenieurs Friedrich Krause erbaut. Namensgebend ist die nach dem Ort Swinemünde benannte Swinemünder Straße. Die Brücke ist ein gelistetes Baudenkmal.

## Baugeschichte

Swinemünder Brücke, um 1910

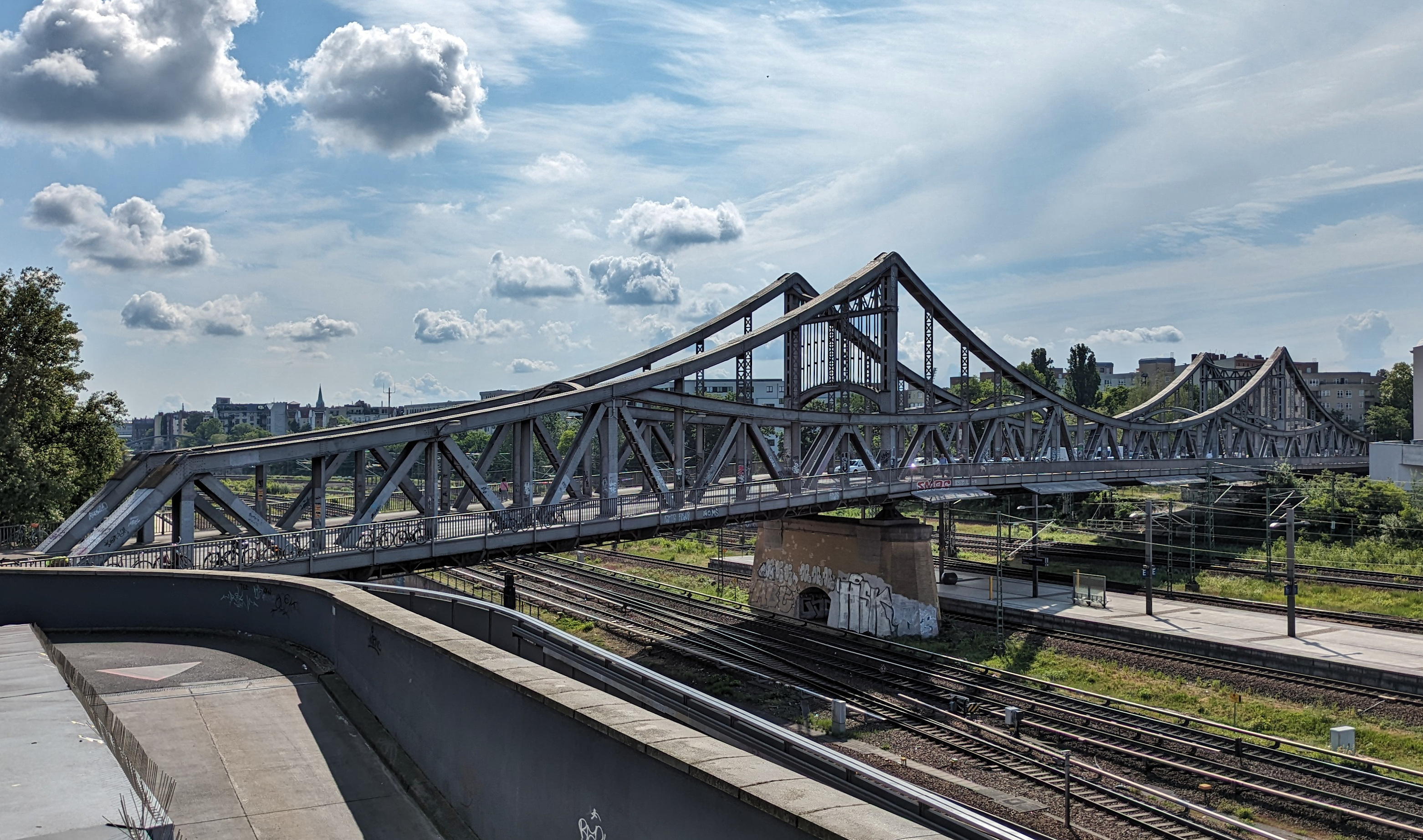
Swinemünder Brücke, 2024

Die Swinemünder Brücke wurde nach dreijähriger Bauzeit am 11. November 1905 feierlich eröffnet und dem städtischen Verkehr übergeben. Die Bauausführung oblag dem Unternehmen Beuchelt & Co. Da die Brücke bis dato die teuerste und größte Berlins war, wurde sie im Berliner Volksmund bald Millionenbrücke genannt. Der Bau beanspruchte eine Million Mark (kaufkraftbereinigt in heutiger Währung: rund 7,7 Millionen Euro).
Im Zweiten Weltkrieg stürzte das Mittelfeld ein. Sein Wiederaufbau im Jahr 1954 erfolgte mit einem neuen, nun aber geschweißten Fachwerkfeld und ohne die ursprünglichen dekorativen Elemente. Es folgten Instandsetzungsarbeiten von 1969 bis 1972 und von 1983 bis 1984. Im Jahr 2005 wurde die Brücke einer langwierigen Sanierung unterzogen. Probleme dabei verzögerten die Bauarbeiten und ließen die Kosten auf rund eine Million Euro anwachsen, sodass ihr Volksmund-Name Millionenbrücke erneut zutraf.

## Beschreibung
Die 228 Meter lange genietete Stahl-Fachwerkkonstruktion überspannt die Gleisanlagen östlich des Bahnhofs Gesundbrunnen auf zwei gemauerten Pfeilern, über denen sich 17 Meter hohe Portalpfosten erheben. Sie verbindet die Bellermannstraße mit der Swinemünder Straße.
Unmittelbar nordöstlich der Brücke lag die 1974 abgerissene „Plumpe“, bis 1962 Heimspielstätte von Hertha BSC.

## Rezeption
Die Brücke wird häufig für Filmaufnahmen verwendet. Meist werden auf ihr der naheliegende Grenzübergang Bornholmer Straße oder auch die Glienicker Brücke zwischen Berlin und Potsdam aufgrund des ähnlichen Erscheinungsbildes dargestellt. So wurden beispielsweise Szenen der Filme Finale in Berlin (Funeral in Berlin), Das Wunder von Berlin und Bornholmer Straße auf der Swinemünder Brücke gedreht.